# Calomicrus palii
Calomicrus palii es un coleóptero de la familia Chrysomelidae.
Fue descrita científicamente por primera vez en 1965 por Lopatin.